# Provincia di Zondoma
La provincia di Zondoma è una delle 45 province del Burkina Faso, situata nella Regione del Nord. Il capoluogo è Gourcy.

## Struttura della provincia
La provincia di Zondoma comprende 5 dipartimenti, di cui 1 città e 4 comuni:

### Città
- Gourcy

### Comuni
- Bassi
- Boussou
- Léba
- Tougo